# 拉韋爾塔 (新墨西哥州)
拉韋爾塔（英語：La Huerta）是位於美國新墨西哥州埃迪縣的普查規定居民點。

## 人口
根據2020年美國人口普查的數據，拉韋爾塔的面積為3.95平方千米，皆為陸地。當地共有人口1448人，而人口密度為每平方千米366.58人。